# Либеральная партия Юкона
Либеральная партия Юкона (англ. Yukon Liberal Party, фр. Parti libéral du Yukon) — канадская региональная партия, действующая на территории Юкон. Организационно и официально партия не связана с федеральной Либеральной партией Канады.
Действующий лидер Либеральной партии — премьер-министр Юкона Сэнди Сильвер.

## История
Изначально Либеральная партия Юкона была партией второго плана, но спустя 20 лет она победила на всеобщих выборах на территории 2000 года и сформировала правительство под руководством премьер-министра Пэт Дункан. Однако вскоре оно вскоре было понижено до статуса правительства меньшинства. Дункан назначила досрочные выборы на ноябрь 2002 года в надежде восстановить большинство в своём правительстве. Но Либеральная партия Юкона получила лишь одно место, тем самым оказавшись практически разгромленной Партией Юкона.
Либеральная партия оставалась в оппозиции до всеобщих выборов 2016 года, когда она поднялась с третьего места в законодательном органе до правительства большинства, а её лидер Сэнди Сильвер стал новым премьер-министром территории.

## Результаты на выборах
| Выборы | Лидер          | %     | Мест     | Изменения | Место |
| ------ | -------------- | ----- | -------- | --------- | ----- |
| 1978   | Иэн Маккэй     | 26,0  | 2 из 16  | Новая     | ▬ 2   |
| 1982   | Рон Вил        | 15,0  | 0 из 16  | ▼ 2       | ▼     |
| 1985   | Роджер Коулз   | 7,6   | 2 из 16  | ▲ 2       | ▲ 3   |
| 1989   | Джим Маклахлан | 11,1  | 0 из 16  | ▼ 2       | ▼     |
| 1992   | Поль Терио     | 16,1  | 1 из 17  | ▲ 1       | ▲ 4   |
| 1996   | Кен Тайлор     | 24,1  | 3 из 17  | ▲ 2       | ▲ 3   |
| 2000   | Пэт Дункан     | 42,7  | 10 из 17 | ▲ 7       | ▲ 1   |
| 2002   | Пэт Дункан     | 29,0  | 1 из 18  | ▼ 7       | ▼ 3   |
| 2006   | Артур Митчелл  | 34,7  | 5 из 18  | ▲ 4       | ▲ 2   |
| 2011   | Артур Митчелл  | 25,2  | 2 из 19  | ▼ 3       | ▼ 3   |
| 2016   | Сэнди Сильвер  | 39,4  | 11 из 19 | ▲ 10      | ▲ 1   |
| 2021   | Сэнди Сильвер  | 32,37 | 8 из 19  | ▼ 3       | ▬ 1   |

## Лидеры
- Иэн Маккэй 1978—1981
- Рон Вил 1981—1984
- Роджер Коулз 1984—1986
- Джим Маклахлан 1986—1989
- Поль Терио 1989—1992
- Джек Кэйбл 1992—1995 (и. о.)
- Кен Тайлор 1995—1997
- Джек Кэйбл 1997—1998 (и. о.)
- Пэт Дункан 1998—2005
- Артур Митчелл 2005—2011
- Дариус Элиас 2011—2012 (и. о.)
- Сэнди Сильвер 2012—настоящее время